# 王家基
王家基，直隸滄州人。明朝解元。

## 生平
明神宗萬曆四十六年（1618年），中式戊午科順天鄉試第一名舉人（解元）。不受魏忠賢招攬。室名解元莊。入清不仕